# Kaya Forson
Kaya Adwoa Forson, född 19 mars 2002, är en ghanansk simmare.
Forson tävlade för Ghana vid olympiska sommarspelen 2016 i Rio de Janeiro, där hon blev utslagen i försöksheatet på 200 meter frisim.